# Jaume Francisco Puig
Jaume Francisco Puig (Barcelona, 1922 - Barcelona, 12 de desembre de 1999), fou un dels més importants mestres de cant de la segona meitat del segle XX.
Va cursar Estudis Superiors de Música i Piano al Conservatori Municipal de Música de Barcelona. Va ser mestre correpetidor a les classes de cant de les senyores Galli Markoff i Carmen Bonaplata. En aquesta etapa va treballar amb cantants com Alfredo Kraus i molts d´altres i va desenvolupar el seu innat talent extraordinari per l'ensenyança del cant. Impartia les classes de cant al seu domicili al carrer del Rec, 65, al barri de la Ribera de Barcelona, a 20 metres de la casa natal de Jaume Aragall, essent amic del seu pare i a petició seva, el va audicionar i veient les possibilitats extraordinàries de la seva veu i va començar a treballar amb ell vocal, musical i moralment sense cobrar-li mai lliçons que no es podia permetre, fins audicionar al Liceu on van quedar extasiats i el van contractar immediatament. Posteriorment i davant l'èxit apabullant d´Aragall, esdevingué el mestre de referència amb qui van estudiar figures mundials i grans cantants com Josep Carreras, Vicenç Sardinero, Dalmau Gonzalez, Ángeles Chamorro, Coronada Herrera, Francisco Ortiz, Sergio de Salas, Rosa Ysàs, Fernando Bañó, Stefano Palatchi, Rosa Maria Conesa, Lluís Sintes, Maria José Gallego, Josep Bros, Carlos Cosías, el cantant Francisco quan va voler entrar en el món de la Lírica, Marc Canturri i Carlos Ivan Borràs entre d'altres. El mestre Puig destaca per la gran musicalitat i gust pel fraseig i la dicció que es pot comprovar com un fil conductor en els seus alumnes. Reconegut i consultat per figures operístiques d´arreu del món, fou una persona entranyable, de gran bondat i generositat que va viure únicament pel cant, la música i els seus alumnes. Morí a l'Hospital del Mar de Barcelona el 12 de desembre de 1999 deprés d´una etapa final on va anar-se apagant ràpidament, pràcticament en l'oblit i acompanyat només per unes poques persones, bàsicament alguns dels darrers alumnes. Es realitzà una Missa Funeral a la seva veïna Basílica de Santa Maria del Mar.